# Jesús Enrique Lossada
Jesús Enrique Lossada is een gemeente in de Venezolaanse staat Zulia. De gemeente telt 118.000 inwoners. De hoofdplaats is La Concepción.